# 阿奇蘇
阿奇苏（俄语：Ачи-Су，羅馬化：Achi-Su，也写作；达尔金语：Ачису；库梅克语：Ачи-Сув）是俄罗斯达吉斯坦共和国的市级镇，属卡拉布达赫肯特区，在共和国首府马哈奇卡拉东南方。
该地2021年人口有1,857人；2010年人口1,679；2002年人口1,622；1989年人口1,162。